# Roquebillière
Roquebillière (historično italijansko: Roccabigliera; okcitansko/provansalsko: Ròcabilhiera) je naselje in občina v jugovzhodnem francoskem departmaju Alpes-Maritimes regije Provansa-Alpe-Azurna obala. Leta 2006 je naselje imelo 1.614 prebivalcev.

## Geografija
Kraj leži v pokrajini Provansi ob rečici Vésubie, 65 km severno od središča departmaja Nice.

## Administracija
Roquebillière je sedež istoimenskega kantona, v katerega sta poleg njegove vključeni še občini Belvédère in La Bollène-Vésubie z 2.375 prebivalci.
Kanton je sestavni del okrožja Nica.